# Угреська (станція)
Угреська — вузлова залізнична станція Малого кільця Московської залізниці у Москві.
У північно-східній горловині станції розташована однойменна пасажирська платформа Угрешська, у південно-західній — платформа Дубровка.
Розташовано паралельно Третьому транспортному кільцю, у Південнопортовій промзоні. Над північною горловиною станції розташовано шляхопровід Волгоградського проспекту, над південною — шляхопровід Південнопортової вулиці.
Від північно-східної горловини станції прямують сполучні гілки на станції Бійня і Москва-Південний Порт Малого кільця, а також на станцію Любліно-Сортувальне Курського напрямку. Крім того, від станції прямує гілка до гейту, що сполучає трамвайну мережу міста Москви із залізничною (гейт в районі трамвайного кільця на Угреській вулиці).